# غسان مسعود
غسان مسعود (مواليد 20 سبتمبر 1958) هو ممثل سوري عالمي. عمل أستاذًا في المعهد العالي للفنون المسرحية في سوريا لمدة عشر سنوات. وهو ممثل مسرحي وسينمائي وتلفزيوني قدم العديد من الأعمال الناجحة في المسرح وفي التلفزيون وفي السينما السورية والسينما العالمية وقدّم أدوار متنوّعة ومن أهم أدواره في السينما دور صلاح الدين في فيلم مملكة السماء، ودور هاشم أغا في مسلسل بواب الريح، وأبو بكر في مسلسل عمر.

## الأفلام العالمية
بدأ غسان مسعود بعد عمله في هوليوود يتحول إلى نجم عالمي، حيث عمل أكثر من عمل فني من إنتاج هوليوود، منها عندما اختاره المخرج البريطاني ريدلي سكوت لتأدية دور في فيلمه الجديد خروج: الآلهة والملوك الذي يتناول قصة النبي موسى (عليه السلام) وفق النص التوراتي اليهودي. هكذا، فإنّ الممثل السوري خاض تجربته الهوليوودية الثانية بعد فيلم “مملكة السماء ” (2005) حيث أدى دور صلاح الدين الأيوبي تحت إدارة المخرج نفسه.

## من أعماله

### التلفزيون
- رسائل من رجل ميت
- السيرة العربية
- أبو كامل
- جليلة
- البارعون
- دائرة النار
- شجرة النارنج
- ذكريات الزمن القادم
- سيرة آل الجلالي
- صلاح الدين الأيوبي
- صقر قريش
- أنشودة المطر
- أشواك ناعمة
- البركان
- قصص الغموض
- دعاة على أبواب جهنم
- الحجاج
- الظاهر بيبرس
- الأمين والمأمون
- الهاربة
- قاع المدينة
- رايات الحق
- توق
- عمر.
- المصابيح الزرق.
- ياسمين عتيق.
- يوم ممطر آخر.
- بواب الريح.
- حلاوة الروح .
- بانتظار الياسمين.
- ذي قار.
- آخر ايام اليمامة.
- أخوة التراب - الجزء الثاني.
- مقابلة مع السيد آدم - جزء الأول.
- مقابلة مع السيد آدم - جزء الثاني.
- محمد: سلطان الفتوحات - بدور أبو أيوب الانصاري

### المسرح
- مسرحية جنكيز خان
- مسرحية سكان الكهف
- مسرحية الاغتصاب
- مسرحية تقاسيم على العنبر
- مسرحية صدى
- مسرحية جنون في الأصطبل
- مسرحية بابينيرودا

### السينما
- فتاة شرقية
- المتبقي
- ظلال الصمت
- مملكة السماء، وقام فيه بتأدية دور صلاح الدين الأيوبي
- في نهاية العالم
- وادي الذئاب العراق[7]
- الوعد
- جوبا
- خروج: الآلهة والملوك إلى جانب الممثل كريستيان بيل
- كل المال في العالم
- مورين

## روابط خارجية
- غسان مسعود على موقع IMDb (الإنجليزية)
- غسان مسعود على موقع روتن توميتوز (الإنجليزية)
- غسان مسعود على موقع أول موفي (الإنجليزية)
- غسان مسعود على موقع قاعدة بيانات الأفلام السويدية (السويدية)
- غسان مسعود على موقع قاعدة بيانات الفيلم (الإنجليزية)